# سمیدو
سمیدو دهستانی در استان آستوریاس اسپانیا است.
در این دهستان ۱٬۶۳۱ نفر زندگی می‌کنند. مساحت این دهستان ۲۹۱٫۳۸ کیلومتر مربع است.

## تاریخچه
- - تاریخچه سومیدو**

اولین نشانه‌های تاریخی کشف‌شده در خاک سومیدو به دوران **عصر برنز** بازمی‌گردد، اگرچه تصور می‌شود که این منطقه در دوران **نوسنگی** نیز مستعمره بوده است. چندین سکونتگاه مربوط به **دوره پیش از روم** در نزدیکی **تراسکاسترو** و **لا پولا** شناسایی شده‌اند. همچنین در **گوا** و **کوتو دی بوئنامادره**، چندین سکه **دناریوس ایبریایی** کشف شده که به قرن اول پیش از میلاد تعلق دارند.
از دوران **رومی‌سازی** منطقه، نام‌های جغرافیایی، بقایای جاده‌ها و قلعه‌های استراتژیکی باقی مانده است که برای موقعیت دفاعی خود شناخته می‌شوند. از جمله این مکان‌ها می‌توان به قلعه **رِمونگیلا** نزدیک **لا ریرا**، قلعه **آلبا** نزدیک **لا پولا** و دژ **سالینسیا** اشاره کرد. رومی‌ها مسیر باستانی **"کامین دی لا مسا"** را، که بعداً در دوره‌های **فتح مسلمانان** و **گسترش پادشاهی آستوریاس** اهمیت بسیاری یافت، بهبود بخشیدند.
در دوره **قرون وسطی پایانی**، صومعه **گوا**، متعلق به **فرقه سیسترسیان**، اهمیت زیادی پیدا کرد. این صومعه توسط شاه **فرناندو دوم** و همسرش **دونا اوراکا** تأسیس شد. آنها همچنین کشتزار گوا را به صومعه واگذار کردند. دیگر اهداهای کلیسایی شامل صومعه‌های **سانتا ماریا د لاپدو**، **سن میگل د لا یرا**، و **سان آندرس د کوگگا** بود.
در **قرون وسطی میانی و متقدم**، منطقه تحت نفوذ شدید صومعه **بلمونته** در دره **پیگوئنا** قرار داشت. این منطقه شامل یکی از بهترین مراتع منطقه بود. روستاهایی مانند **ویلاوکس**، **ویار د ویلداس**، **پیگوئسس**، و **لا ریرا** متعلق به این صومعه بودند.
این شرایط تا زمانی ادامه یافت که شاه **آلفونسو دهم**، به منظور اسکان مجدد، **منشور پوبلا** را به این منطقه اعطا کرد. در ابتدا، این منشور در **آگوئرا د بلمونته** اجرا شد، اما بعداً به مکان کنونی یعنی **لا پولا** منتقل شد. در سال **۱۲۷۷**، سومیدو و دیگر شهرهای غربی آستوریاس، در مکانی به نام **لا اسپینا** گرد هم آمدند و **منشور اتحاد** را امضا کردند تا نظم در منطقه را تضمین کنند.
در قرن **پانزدهم**، خانواده **کینیونس** کنترل کامل بر این اراضی داشتند، اما در سال **۱۴۹۶**، **شاهان کاتولیک** امتیازات آنها را لغو کردند و این منطقه را به کنترل سلطنتی درآوردند. با این حال، در قرن **شانزدهم**، خانواده‌های **میراندا**، **فلورس** و **اوماگنا** همچنان قدرت محدودی در این منطقه داشتند. خانواده **میراندا** موجب تغییر نام **بلمونته** به **بلمونته د میراندا** شدند.
در طول **قرون وسطی** و **دوران مدرن**، سومیدو صحنه منازعات میان صومعه‌ها، خانواده‌های اشرافی، کشاورزان و **واکرها** (یک گروه کوچ‌نشین محلی) برای کنترل زمین بود. این کشمکش‌ها در نهایت در سال **۱۸۲۷** با لغو نظام فئودالی پایان یافت و زمین‌های **کلاویاس**، **والکارسل**، **گوا** و **پرلونس** به سومیدو الحاق شدند. طبق سرشماری سال **۱۷۹۷**، «۳۱۳۹ کشاورز مالک در مقابل ۵۴۱۴۱ کشاورز مستأجر وجود داشتند.»
در این زمینه، **واکرها** (یک گروه کوچ‌نشین محلی که تنها دغدغه‌شان نگهداری و محافظت از گاوها بود) به عنوان یک نیروی اجتماعی ظاهر شدند. این گروه دام‌های خود را پرورش داده و روش‌هایی مانند **محصور کردن مراتع** را توسعه دادند. آنها **حصارهای سنگی** ساختند و **چمنزارهای مخصوص درو و قطع علوفه** ایجاد کردند. این کار آسان نبود زیرا همیشه با مخالفت و فشار اشراف روبرو بودند که سعی داشتند قوانین را به نفع منافع دامداری خود تنظیم کنند.
در **جنگ استقلال اسپانیا**، در سال **۱۸۱۰**، سومیدو پناهگاهی برای نیروهای مدافع آستوریایی بود که به دلیل پیشروی ارتش فرانسه به فرماندهی ژنرال **بونه** مجبور به عقب‌نشینی شدند. در **جنگ‌های کارلیست** نیز تهاجمات نظامی به این منطقه صورت گرفت. در سال **۱۹۳۴**، در زمان **انقلاب اسپانیا**، ارتش به مدت یک سال در سومیدو، به عنوان منطقه‌ای استراتژیک بین **لاسیانا** و **گرادو**، مستقر شد. با آغاز **جنگ داخلی اسپانیا**، خط مقدم در منطقه **ال پورتو** تثبیت شد تا اینکه در تاریخ **۲۱ اکتبر ۱۹۳۷**، نیروهای جمهوری‌خواه شهر **خیخون** و آخرین سنگر شمال اسپانیا را از دست دادند.  
با این حال، در تمام مناطق کوهستانی آستوریاس، به ویژه در مناطق مرزی با **لئون**، گروه‌های **مقاومت ضد فرانکو** تا حدود سال **۱۹۴۸** فعال بودند. این گروه‌ها که به **ماکیس** معروف بودند، علیه دیکتاتوری فرانکو مبارزه می‌کردند، اما سرکوب شدید علیه آنها در نهایت به فعالیتشان پایان داد.
پس از پایان جنگ و دوران پساجنگ، منطقه سومیدو نیز مانند دیگر مناطق اسپانیا تحت تأثیر **فرایند خودکفایی و اقتصاد معیشتی** قرار گرفت. برخلاف مناطق همجوار مانند **لاسیانا** یا **کانگاس دل نارسا** که صنعتی‌سازی گسترده‌ای را تجربه کردند، سومیدو همچنان به **اقتصاد کشاورزی** متکی ماند. این موضوع باعث شد بسیاری از ساکنان منطقه را ترک کرده و به مراکز صنعتی یا مناطق مرکزی برای فرصت‌های بهتر مهاجرت کنند. امروزه این روند همچنان در سراسر جنوب غربی آستوریاس ادامه دارد. سومیدو اکنون پیشگام **توسعه گردشگری روستایی، طبیعت‌گردی و ماجراجویی** است.
سومیدو زادگاه **آلوارو فلورس استرادا**، اقتصاددان و سیاستمدار برجسته‌ای است که یکی از چهره‌های مهم **جنبش روشنگری** در آستوریاس محسوب می‌شود.